# Península de Kamchatka
La península de Kamchatka (en ruso: Камчатка, a veces transliterado como Kamtchatka) es una península volcánica de 1250 km de longitud situada en el Extremo Oriente ruso, al este de Rusia, y que se interna en el océano Pacífico. Con una superficie de 472 300 km², la región tiene una población multiétnica de 402 500 habitantes, compuesta por koriakos, rusos, koryo-sarams, chukchi, itelmenos, kamchadales, bielorrusos, tártaros del Volga y ainus. La parte volcánica de la península está inscrita en la lista del Patrimonio de la Humanidad de la Unesco desde 1997.
Administrativamente, la península pertenece al krai de Kamchatka, creado el 1 de julio de 2007 de la fusión entre el óblast de Kamchatka y el distrito autónomo de Koriakia, aprobada por referéndum organizado en octubre de 2005 entre las poblaciones interesadas.

## Geografía
De 1250 km de largo y hasta 440 de ancho (97 km en el istmo), la península del Kamchatka está recorrida por dos cadenas de montañas volcánicas que la hacen muy sensible a los terremotos, como su vecina la isla de Sajalín, dañada por un sismo en la primavera de 1995. Separada de Moscú por nueve zonas horarias, esta gigantesca península y su capital estuvieron completamente prohibidas a los extranjeros durante cincuenta años, hasta 1990, debido a la presencia de infraestructuras militares ultrasecretas. La península está rodeada por los mares de Ojotsk y de Bering; entre la península y el océano Pacífico se extiende la fosa de las Kuriles de una profundidad de 10 500 m. Al norte, Kamchatka está rodeada por las regiones de Magadán y Chukotka. Entre los recursos naturales de Kamchatka se cuentan el carbón, el oro, el Wolframio, el platino, la mica, la pirita y el gas natural.
El río Kamchatka y el valle central, por el cual pasa, están rodeados por grandes cadenas que incluyen alrededor de 160 volcanes, de los que 29 están activos. El punto culminante de la península es el Kliuchevskói, de 4835 m de altura, pero la cumbre más impresionante es el volcán Kronotsky, cuyo cono perfecto hace que sea para muchos el más bonito de los volcanes del planeta. Los tres volcanes visibles desde Petropávlovsk-Kamchatski (Koriakski, Aváchinski y Kozielski) son mucho más accesibles.

### Clima
Kamchatka recibe hasta 2700 mm (110 pulgadas) de precipitación al año. Esta cantidad es mucho mayor que la del resto del este de Rusia, debido a los vientos predominantes del oeste que soplan sobre el Mar de Japón y recogen la humedad que asciende al alcanzar la topografía más alta de la península, condensándose en lluvia. Los veranos son moderadamente frescos y los inviernos bastante tormentosos, aunque rara vez se producen rayos.
Aunque Kamchatka se encuentra en latitudes similares a las de Escocia, los fríos vientos árticos de Siberia, combinados con la corriente fría del mar de Oyashio, mantienen la península cubierta de nieve desde octubre hasta finales de mayo. Según la clasificación climática de Köppen, Kamchatka generalmente tiene un clima subártico (CFC), pero las zonas más altas y septentrionales tienen un clima polar (TE). Las cimas de las montañas más altas tienen un clima de casquete glaciar (CE). Kamchatka es mucho más húmeda y templada que el este de Siberia. Se trata esencialmente de una transición entre el clima hipercontinental de Siberia y el noreste de China y el clima oceánico subpolar, lluvioso, de las Islas Aleutianas.
Sin embargo, existe una variación considerable entre la costa este, lluviosa y con fuertes glaciares, y el valle interior, más seco y continental. En la península de Kronotsky, con fuertes glaciares, donde la influencia marítima es más pronunciada, la precipitación anual puede alcanzar los 2500 milímetros (98 pulgadas), mientras que la costa sureste, al sur de Petropávlovsk-Kamchatski, generalmente recibe alrededor de 1166 milímetros (45,9 pulgadas) de equivalente de lluvia al año. 
Existen variaciones locales considerables: la zona sur del área metropolitana de Petropávlovsk-Kamchatski puede recibir hasta 430 milímetros (17 pulgadas) más que la zona norte de la ciudad. Las temperaturas aquí son muy suaves, con máximas estivales en torno a los 16 °C (61 °F) y mínimas invernales en torno a los -8 °C (18 °F). La amplitud térmica diurna rara vez supera los 5 °C (9 °F) debido a la niebla persistente en las zonas expuestas de la costa. Al sur de los 57° ˚N, no hay permafrost debido a los inviernos relativamente suaves y la abundante capa de nieve, mientras que al norte predomina el permafrost discontinuo. La llanura costera occidental presenta un clima más frío y seco, con precipitaciones que oscilan entre los 880 milímetros (34,6 pulgadas) en el sur y tan solo los 430 milímetros (17 pulgadas) en el norte, donde las temperaturas invernales son considerablemente más frías, rondando los -20 °C (-4 °F).
El valle interior del río Kamchatka, representado por Klyuchi, presenta precipitaciones mucho menores (entre 450 y 650 milímetros [18 a 26 pulgadas]) y temperaturas significativamente más continentales, que alcanzan los 19 °C [66 °F] en un día típico de verano y, durante los inviernos de frío extremo, llegan a -41 °C [-42 °F]. El permafrost esporádico predomina en la parte baja de este valle, pero se extiende más a mayor altitud y en los glaciares, y el permafrost continuo prevalece al norte de los 55 °N.

Los meses de verano, con temperaturas máximas que oscilan entre 15 y 20 °C [59 a 68 °F], son populares entre los turistas, pero la creciente tendencia a los deportes de invierno mantiene viva la actividad turística durante todo el año. Los volcanes y glaciares contribuyen a la formación del clima de Kamchatka, y las aguas termales han mantenido vivas a docenas de especies diezmadas durante la última glaciación.
| Parámetros climáticos promedio de Petropávlovsk-Kamchatski | Parámetros climáticos promedio de Petropávlovsk-Kamchatski | Parámetros climáticos promedio de Petropávlovsk-Kamchatski | Parámetros climáticos promedio de Petropávlovsk-Kamchatski | Parámetros climáticos promedio de Petropávlovsk-Kamchatski | Parámetros climáticos promedio de Petropávlovsk-Kamchatski | Parámetros climáticos promedio de Petropávlovsk-Kamchatski | Parámetros climáticos promedio de Petropávlovsk-Kamchatski | Parámetros climáticos promedio de Petropávlovsk-Kamchatski | Parámetros climáticos promedio de Petropávlovsk-Kamchatski | Parámetros climáticos promedio de Petropávlovsk-Kamchatski | Parámetros climáticos promedio de Petropávlovsk-Kamchatski | Parámetros climáticos promedio de Petropávlovsk-Kamchatski | Parámetros climáticos promedio de Petropávlovsk-Kamchatski |
| Mes                                                        | Ene.                                                       | Feb.                                                       | Mar.                                                       | Abr.                                                       | May.                                                       | Jun.                                                       | Jul.                                                       | Ago.                                                       | Sep.                                                       | Oct.                                                       | Nov.                                                       | Dic.                                                       | Anual                                                      |
| ---------------------------------------------------------- | ---------------------------------------------------------- | ---------------------------------------------------------- | ---------------------------------------------------------- | ---------------------------------------------------------- | ---------------------------------------------------------- | ---------------------------------------------------------- | ---------------------------------------------------------- | ---------------------------------------------------------- | ---------------------------------------------------------- | ---------------------------------------------------------- | ---------------------------------------------------------- | ---------------------------------------------------------- | ---------------------------------------------------------- |
| Temp. máx. abs. (°C)                                       | 4.4                                                        | 5.3                                                        | 6.8                                                        | 18.1                                                       | 20.6                                                       | 27.6                                                       | 30.0                                                       | 27.7                                                       | 24.4                                                       | 17.8                                                       | 12.6                                                       | 7.4                                                        | 30.0                                                       |
| Temp. máx. media (°C)                                      | −5.1                                                       | −4.5                                                       | −1.8                                                       | 2.1                                                        | 6.6                                                        | 11.9                                                       | 15.0                                                       | 15.9                                                       | 13.2                                                       | 7.8                                                        | 1.0                                                        | −3.5                                                       | 4.9                                                        |
| Temp. media (°C)                                           | -7.6                                                       | -7.1                                                       | -4.6                                                       | -0.6                                                       | 3.4                                                        | 8.2                                                        | 11.5                                                       | 12.5                                                       | 9.7                                                        | 4.9                                                        | -1.3                                                       | -5.8                                                       | 1.9                                                        |
| Temp. mín. media (°C)                                      | −9.8                                                       | −9.4                                                       | −7.0                                                       | −2.6                                                       | 1.2                                                        | 5.7                                                        | 9.3                                                        | 10.2                                                       | 7.1                                                        | 2.6                                                        | −3.3                                                       | −7.9                                                       | -0.3                                                       |
| Temp. mín. abs. (°C)                                       | −28.6                                                      | −31.7                                                      | −24.8                                                      | −14.8                                                      | −7.2                                                       | −5.5                                                       | 2.5                                                        | 2.6                                                        | −1.1                                                       | −7.5                                                       | −16.5                                                      | −26.0                                                      | −31.7                                                      |
| Precipitación total (mm)                                   | 118                                                        | 80                                                         | 84                                                         | 90                                                         | 64                                                         | 53                                                         | 62                                                         | 91                                                         | 111                                                        | 174                                                        | 130                                                        | 109                                                        | 1166                                                       |
| Nevadas (cm)                                               | 75                                                         | 111                                                        | 134                                                        | 119                                                        | 51                                                         | 8                                                          | 0                                                          | 0                                                          | 0                                                          | 5                                                          | 15                                                         | 40                                                         | 558                                                        |
| Días de precipitaciones (≥ 1 mm)                           | 18                                                         | 17                                                         | 17                                                         | 16                                                         | 14                                                         | 14                                                         | 16                                                         | 16                                                         | 13                                                         | 16                                                         | 15                                                         | 16                                                         | 188                                                        |
| Horas de sol                                               | 105.4                                                      | 115.8                                                      | 176.7                                                      | 192.0                                                      | 192.2                                                      | 192.0                                                      | 170.5                                                      | 176.7                                                      | 177.0                                                      | 158.1                                                      | 123.0                                                      | 93.0                                                       | 1872.4                                                     |
| Humedad relativa (%)                                       | 71                                                         | 68                                                         | 68                                                         | 72                                                         | 75                                                         | 79                                                         | 84                                                         | 83                                                         | 79                                                         | 74                                                         | 70                                                         | 71                                                         | 75                                                         |
| Fuente n.º 1: Погода и климат                              |                                                            |                                                            |                                                            |                                                            |                                                            |                                                            |                                                            |                                                            |                                                            |                                                            |                                                            |                                                            |                                                            |
| Fuente n.º 2: Hong Kong Observatory                        |                                                            |                                                            |                                                            |                                                            |                                                            |                                                            |                                                            |                                                            |                                                            |                                                            |                                                            |                                                            |                                                            |

Los meses de verano, en los que las temperaturas máximas oscilan entre los 15 y los 20 °C, son muy populares entre los turistas, pero la creciente tendencia a practicar deportes de invierno mantiene el turismo durante todo el año. Los volcanes y los glaciares contribuyen a la formación del clima de Kamchatka, y las aguas termales han mantenido vivas decenas de especies diezmadas durante la última era glacial.

### Geología
Tierra joven desde el punto de vista geológico, ya que la península se formó hace menos de un millón de años, por lo que la serie de volcanes del Kamchatka sigue creciendo. La región está sometida a un gran riesgo sísmico: en la primavera de 2006, un terremoto de 7,9 sobre la escala de Richter afectó al distrito de Koriakia. 

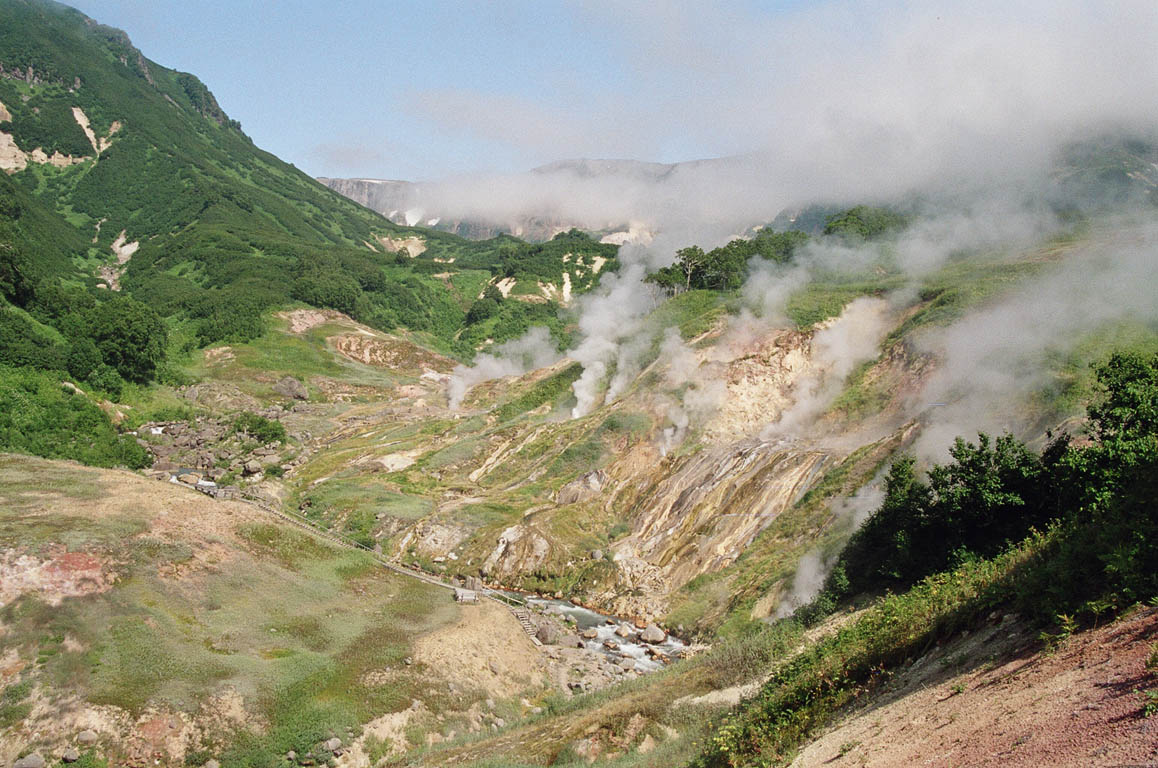
El valle de los géiseres antes del deslizamiento del terreno de 2007.

Una incesante actividad sísmica nos hace casi asegurar que brutales convulsiones seguirán afectando en un futuro inmediato a esta región. Un sismo, en 1952, alcanzó una magnitud 9 sobre esta escala. En el centro de Kamchatka, se encontraba hasta hace poco el único valle de géiseres de la unión de la placa euroasiática. Este valle, a cuatro horas en helicóptero de Petropávlovsk, era la única maravilla natural del Kamchatka accesible a los visitantes. El domingo 3 de junio de 2007, hacia las 14:30 hora local, este famoso valle que formaba parte del patrimonio natural de la humanidad de la Unesco fue dañado seriamente a raíz de un deslizamiento de terreno. Sobre los siete kilómetros cuadrados de este lugar muy visitado se encontraban veinte grandes géiseres y alrededor de doscientas fuentes de agua caliente y otros fenómenos termales.
El 29 de julio de 2025, se registró un terremoto de 8.8 sobre la escala de Richter, frente a la costa oriental de la península de Kamchatka.
Volcanes de Kamchatka
Los volcanes de Kamchatka fueron declarados Patrimonio de la Humanidad por la Unesco. Este bien natural se compone de:
En 2025 el 29 de julio se registró un terremoto de 8.7 en escala de Richter siendo una noche desvastadora.
| Código  | Nombre                                           | Coordenadas                                  | Superficie | Año  |
| ------- | ------------------------------------------------ | -------------------------------------------- | ---------- | ---- |
| 765-001 | Reserva Estatal Natural de la Biosfera Kronotsky | 54°45′00″N 160°43′00″E / 54.75000, 160.71667 | -          | 1996 |
| 765-002 | Parque natural de Býstrinski                     | 56°20′00″N 158°30′00″E / 56.33333, 158.50000 | 1325000 ha | 1996 |
| 765-003 | Parque natural de Nálychevo                      | 53°28′00″N 159°00′00″E / 53.46667, 159.00000 | 287200 ha  | 1996 |
| 765-004 | Reserva natural de la tundra suroccidental       | 52°20′00″N 156°30′00″E / 52.33333, 156.50000 | 123000 ha  | 1996 |
| 765-005 | Parque natural de Kamchatka meridional           | 52°30′00″N 158°30′00″E / 52.50000, 158.50000 | 486900 ha  | 1996 |
| 765-006 | Parque natural Kluchevskoy                       | 56°12′00″N 160°09′00″E / 56.20000, 160.15000 | 376000 ha  | 2001 |

## Fauna
Kamchatka alberga un gran número de especies. Esto es el resultado de la gran variedad de climas coexistentes, a la geomorfología local, al gran número de ríos, a las aguas muy ricas del noroeste del océano Pacífico, del mar de Bering y del mar de Ojotsk, así como a la baja densidad humana y al escaso desarrollo de la economía. A pesar de todo, la explotación comercial de los recursos pesqueros y el muy antiguo comercio de las pieles han producido daños importantes en varias especies. 

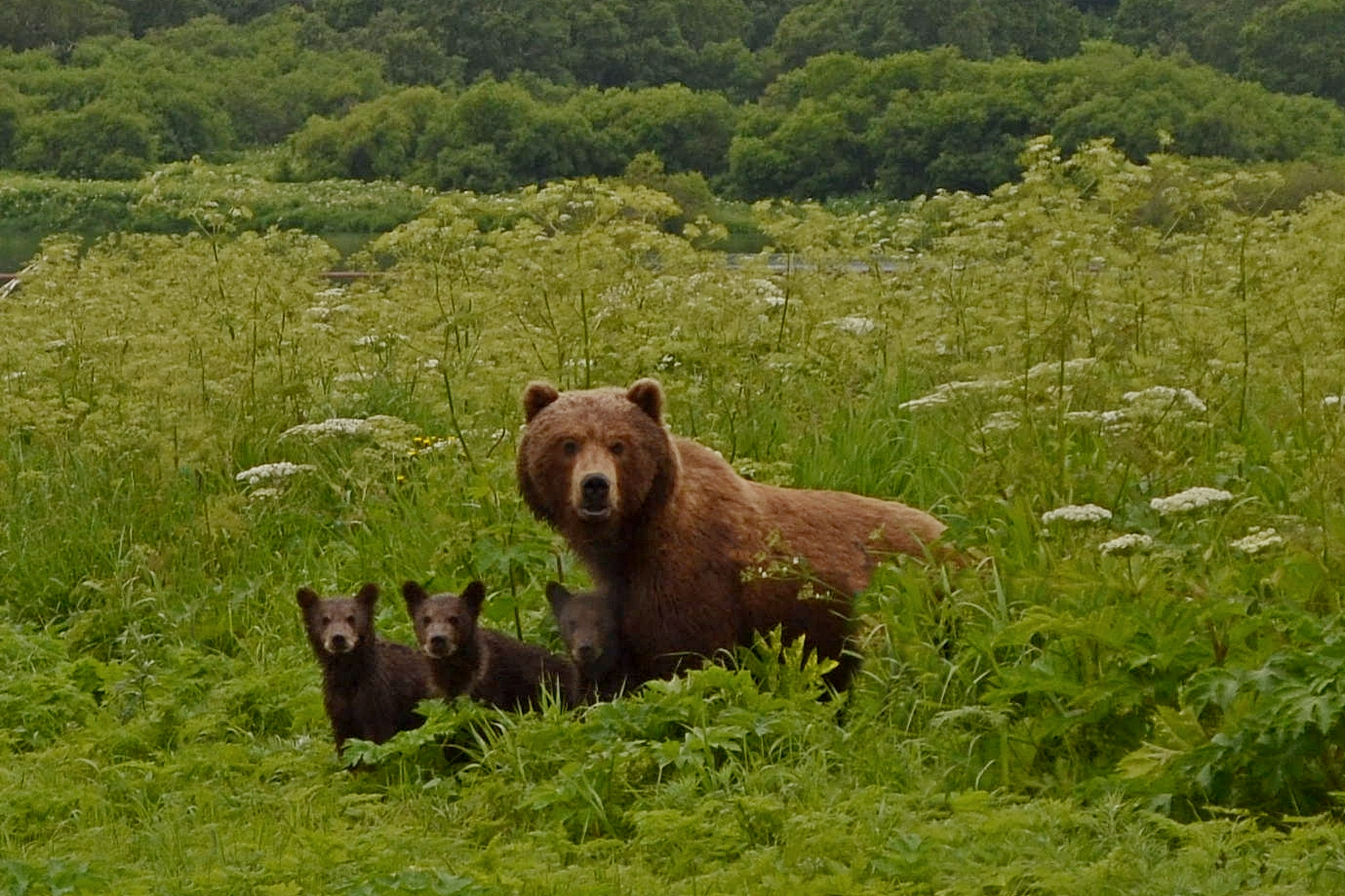
Osos pardos en la reserva natural Kronotski

Entre los mamíferos terrestres, Kamchatka se conoce por la abundancia y el tamaño de sus poblaciones de oso pardo. En la Reserva natural Kronotski hay una población estimada en 300-400 individuos por millón de hectáreas. Se pueden citar también carnívoros, como el lobo, el zorro ártico, otras especies de zorro, el lince, el glotón, la marta cibelina, la comadreja, y la nutria de mar; especies de grandes ungulados, como el muflón, el reno y el alce y roedores, como las liebres, la marmota, los lemmings y varias especies de ardillas.
La península es el lugar de reproducción del águila de mar de Steller, la más grande de las águilas del planeta, así como del águila real y del halcón gerifalte. 

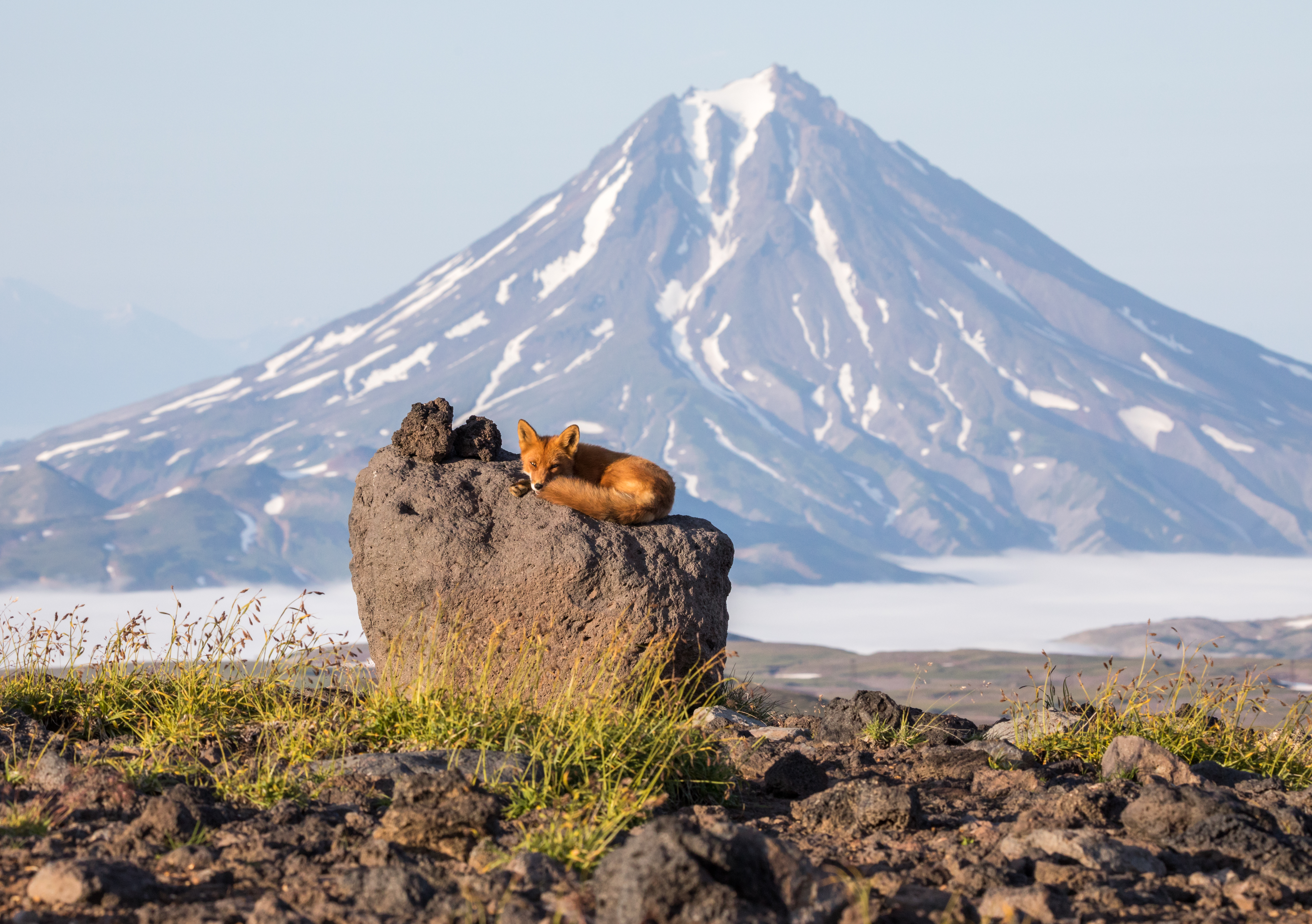
Ejemplar de Vulpes vulpes beringiana

Kamchatka es la región del mundo que alberga seguramente el mayor número de variedades de salmón, en particular de las seis especies anádromas del Pacífico: real o salmón chinoota, rojo o sockeye, coho, rosa, keta y chum. Los biólogos consideran que de un sexto a un cuarto de los salmones del Pacífico son originarios de Kamchatka. El lago Kurile se conoce por ser el mayor lugar de reproducción del salmón rojo en Eurasia. Para responder a la creciente presión pesquera y a la disminución mundial de las existencias de salmones salvajes, 2,4 millones de hectáreas de los 9 millones situadas a lo largo de los ríos más productivos de salmón están en situación de ser declaradas reserva natural.
Entre los cetáceos que frecuentan estas aguas muy ricas del Pacífico noroeste y el mar de Ojotsk figuran la orca, la marsopa común y la marsopa de Dall, la ballena jorobada, el cachalote y el rorcual común. Las especies menos frecuentes son la ballena gris, la ballena de pico y el pequeño rorcual. La ballena azul frecuenta en verano la costa sureste.
Entre los pinnípedos, el otario de Steller, el oso marino ártico, la foca manchada y la foca común son abundantes en la mayor parte de las costas de la península. Hacia el norte, se encuentra en la parte del Pacífico la morsa y la foca barbuda, mientras que la foca anillada se reproduce sobre la banquisa de la bahía de Koraguinski. La nutria de mar se encuentra esencialmente en la extremidad meridional de la península.
Las especies de aves de mar que frecuentan la región son: el fulmar boreal, la gaviota tridáctila, el frailecillo, el cormorán, el halcón gerifalte y otras especies.
La fauna marina es la típica de los mares del norte y es también muy rica. Las especies que tienen una importancia comercial importante son el cangrejo real de Kamtchatka, la concha de Santiago, el calamar, el carbonero, el bacalao, el arenque, el fletán y varias especies de pescados planos.

## Sitios Ramsar en la península de Kamchatka

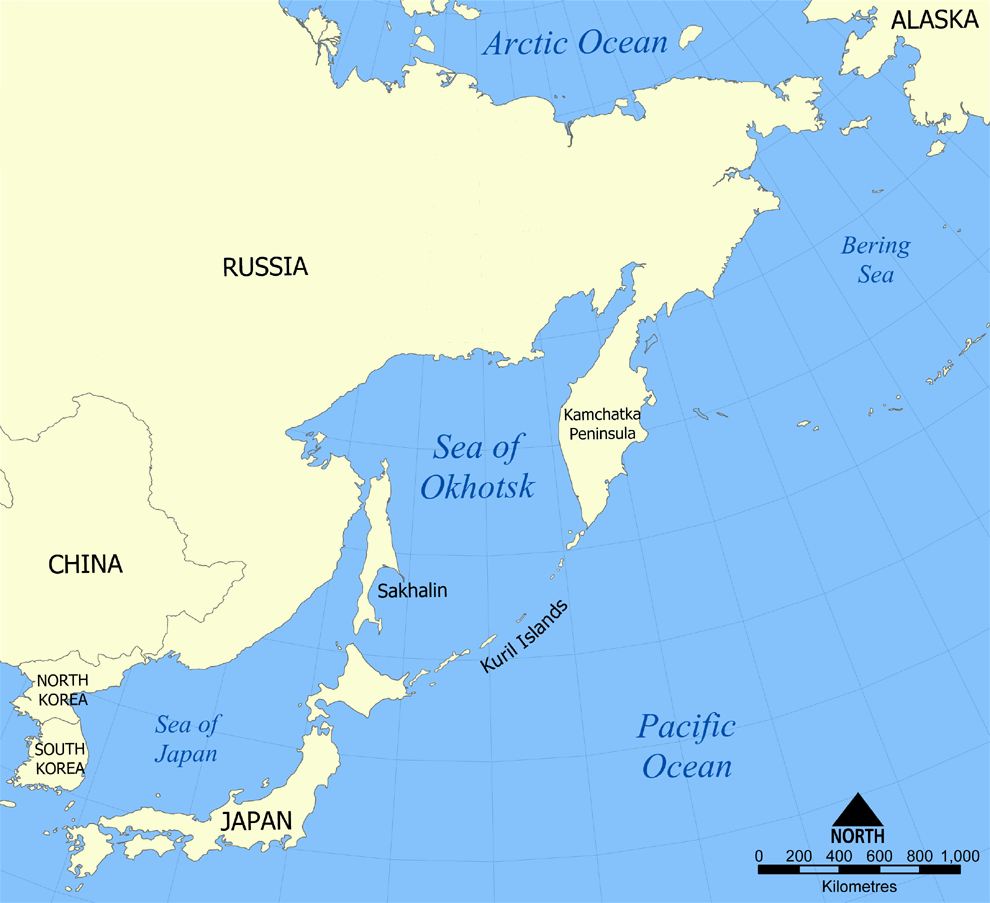
Mapa del mar de Ojotsk.

En la península de Kamchatka hay cuatro sitios Ramsar. De norte a sur, Parapolski Dol, de 12.000 km², la isla Karáguinski, de 1936 km² la península de Utjolok, de 2200 km² y el río Moróshechnaya, de 2190 km². En total, 18.326 km2.

#### Parapolski Dol
El sitio Ramsar de Parapolski Dol se encuentra al norte de la península de Kamchatka, en territorio koriako. Fue declarado sitio Ramsar en 1994 (61°37′N 165°46′E), con el número 693 y una extensión enorme, de 12.000 km². Es un ejemplo representativo de una llanura "alass" con grandes ríos ampliamente serpenteantes. Incluye numerosos lagos, meandros, ríos, arroyos, ciénagas de Sphagnum y Eriophorum, y pantanos flotantes ubicados en la vegetación de la tundra. Las comunidades de plantas de las depresiones "alass" son importantes como relictos de la tundra-estepa del Pleistoceno tardío. Los diversos hábitats incluyen una densa vegetación flotante, praderas, pinos enanos siberianos y bosques de alisos. El área es muy importante como área de paso, reproducción y muda para un gran número de diversas especies de aves acuáticas, y alberga varias especies raras de rapaces reproductoras. Los lagos proporcionan áreas de desove para valiosas especies de peces. Las actividades humanas son la cría tradicional de renos, la tala de madera a pequeña escala y la recolección de heno.

#### Isla de Karaginsky
El sitio Ramsar de la isla de Karaginsky, número 694, (58°46′N 163°52′E) se encuentra al este de la península de Kamchatka, en el mar de Bering. Tiene una extensión de 1936 km². La isla Karaginsky y las aguas marinas asociadas están situadas en una importante ruta de migración de aves. La vegetación dominante son los bosques enanos y la tundra montañosa de arbustos bajos. Se encuentran más de 500 especies de plantas, que incluyen abedul, pino enano siberiano y álamo temblón. El sitio incluye varios tipos de praderas, comunidades de tundra alpina, más de 40 especies de juncos y rodales de bosques de abedules. El sitio alberga grandes poblaciones reproductoras de álcidos, Laridae (gaviotas y charranes) y Phalacrocoracidae (cormoranes), y hasta 240 000 aves acuáticas que migran en primavera y 180 000 que mudan la piel. Las actividades tradicionales incluyen la pesca, la cría de renos, la recolección de heno, la caza de animales de piel, la recolección de setas y bayas. También se practica la pesca comercial. Hay una estación meteorológica en la isla.

#### Utjolok
El sitio Ramsar de Utjolok, número 696 (57°40′N 157°10′E) se encuentra en la costa occidental de la península de Kamchatka, circundando el cabo Utjoloksky, donde desembocan los ríos Utjolok y Kvachina. Es reserva natural. Tiene una extensión de 2200 km² de tunda, humedales y turberas. La vegetación se compone de praderas y tundra con diversas especies de pastos. Los hábitats incluyen ciénagas y bosques de abedules (Betula ermanii), con rodales de pino enano siberiano (Pinus pumila). El sitio es importante para varias especies de aves acuáticas migratorias, reproductoras y mudadoras, en particular ánsar campestre. En el sitio se encuentran varias especies amenazadas de aves, peces y plantas. Las actividades humanas incluyen el pastoreo de renos, la pesca, la caza y la recolección de bayas y hongos.

#### Río Moroshechnaya
El sitio Ramsar del río Moroshechnaya, número 695 (56°21′N 156°15′E), se crea en 1994 sobre una superficie de 2190 km² en la costa centro-occidental de la península de Kamchatka, al sur de Utjolok. Es un refugio de vida silvestre. Cubre el valle del río Moroshechnaya, con numerosos lagos de meandros abandonados y una laguna salina junto al mar de Ojotsk. Los principales hábitats son turberas elevadas sin árboles con lagunas y elevaciones cubiertas de Sphagnum, Empetrum nigrum y Salix middendorfi. La vegetación está dominada por tundra en zonas llanas e inundables, turberas y herbazales, con rodales de pino enano siberiano y bosques de sauces. Es una zona importante para la migración, alimentación y cría de aves acuáticas, entre ellas gansos, patos y gaviotas. Hay una amplia población de ánsar campestre en la zona, muchos de los cuales mudan aquí. Hay unos 500.000 patos y varios miles de limícolas. Las actividades humanas incluyen cría tradicional de renos, pesca, caza y forraje. En esta zona, 1450 km2 han sido delcrados de importancia para las aves por BirdLife International.

## Economía
La mayoría de los habitantes residen en la capital administrativa, Petropávlovsk-Kamchatski. Los sectores de mayor actividad económica son la pesca, la silvicultura, el turismo (una industria en pleno crecimiento) y el ejército. La mayoría de la población, 402 500 habitantes, son rusos. La minoría más importante es la de koriakos que viven sobre todo en el norte de la península, en la región autónoma de Koriakia (13 600 personas). El 23 de octubre de 2005, se realizó un referéndum para la fusión del óblast de Kamchatka y el de Koriakia para formar el krai de Kamchatka. El resultado favorable implicó la fusión efectiva el 1 de julio de 2007.

## Historia
Rusia se estableció en la península de Kamchatka desde el siglo XVII. Iván Kamchaty, Semión Dezhniov, el cosaco Iván Rubéts y otros exploradores rusos llegaron a explorar esta región a mediados de los años 1679 y 1680. Volvieron de nuevo con relatos que describen una Tierra de Fuego (debido a los volcanes), rica en pescado y en pieles.
En 1697, Vladímir Atlásov, fundador de la colonia de Anádyr, dirigió una expedición de 65 cosacos y de 60 youkaguires encargada de explorar la península. Construyó dos fuertes a lo largo del río Kamchatka que se convirtieron en mercados de intercambio de pieles para los tramperos. De 1704 a 1706, se fundaron las colonias de Verjne (de arriba) y Nizhni (de abajo) Kamchatski.
A partir de 1711, Kamchatka se convirtió en una región casi autónoma. En 1713, había aproximadamente 500 cosacos que vivían en la región. Su crueldad y sus abusos, de sobra conocidos, causaron muchas protestas, después motivaron rebeliones abiertas de los habitantes indígenas. Los levantamientos se volvieron habituales y alcanzaron su máximo cuando en 1731 la colonia de Nizhni Kamchatski fue arrasada por los indígenas y asesinados sus habitantes. Los cosacos restantes se agruparon y sofocaron la rebelión a golpe de fusiles y cañones.
La población indígena, evaluada en 20 000 al principio del siglo XVIII, había caído a solamente 8000 en el año 1750. 

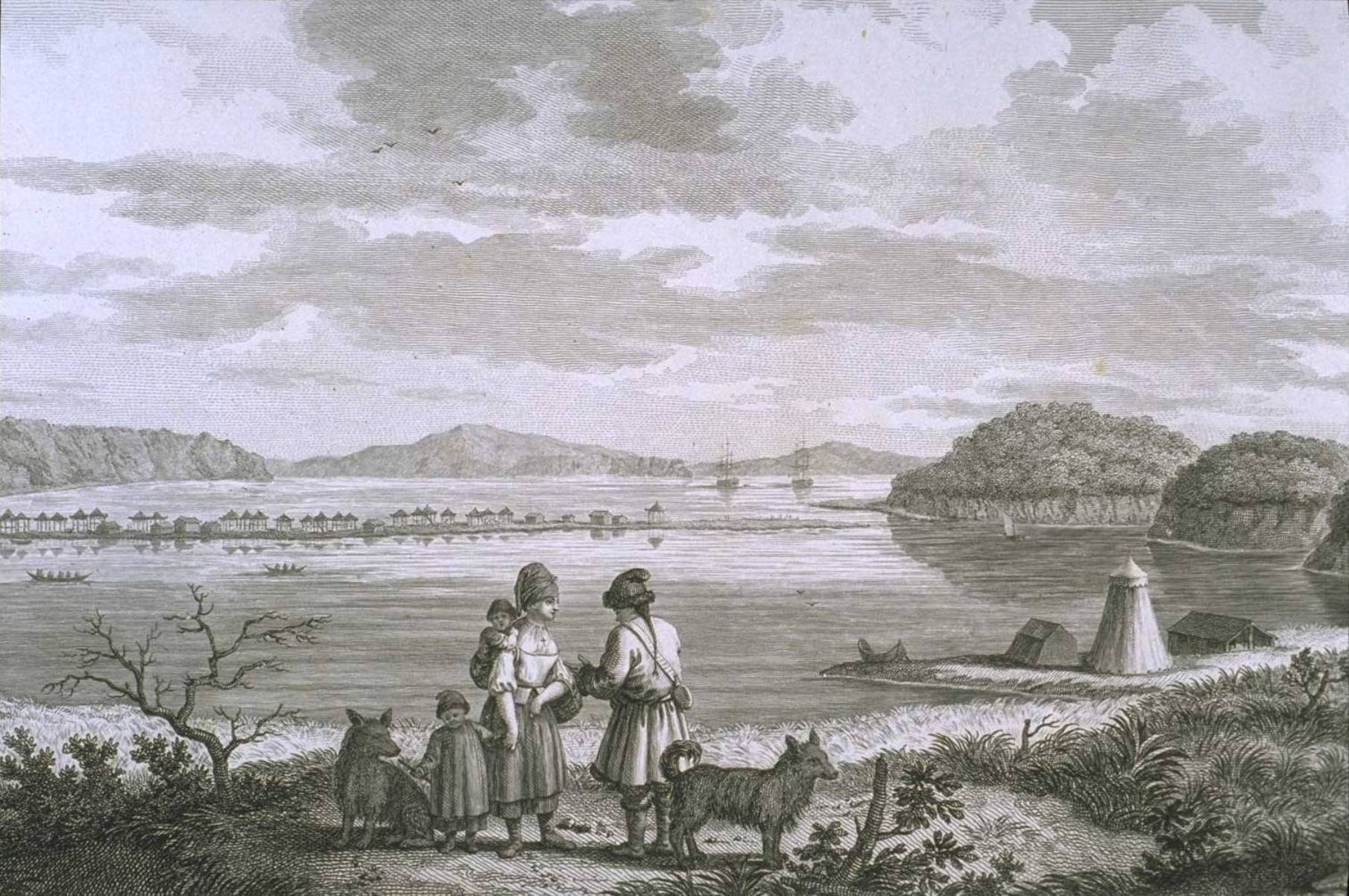
Alrededores de Petropávlosk en 1787

La fundación de Petropávlovsk-Kamchatski en 1740 por el explorador danés Vitus Bering constituyó el principio de una “apertura” significativa hacia el exterior de Kamchatka, más que cuando el Gobierno existente comenzó a enviar deportados. Por otra parte, el Gobierno ruso fomentó la instalación de nuevos inmigrantes ofreciéndoles tierras. En 1812, la población indígena seguía disminuyendo y comprendía menos de 3200 habitantes, mientras que la población rusa había aumentado al mismo tiempo y había pasado a 2500.

En 1854, los franceses y los británicos, que estaban en guerra con los rusos en Crimea, atacaron Petropávlovsk-Kamchatski. Sorprendentemente, 988 hombres equipados solo con 68 fusiles consiguieron defender el puesto contra 6 buques equipados con 206 cañones y 2540 soldados franceses y británicos. A pesar de esta defensa heroica, Petropávlosk fue abandonada tras la retirada de las fuerzas franco-británicas. Al año siguiente, después de que una segunda fuerza armada atacara el puerto, lo encontró desierto. Los barcos bombardearon la ciudad y se marcharon. 

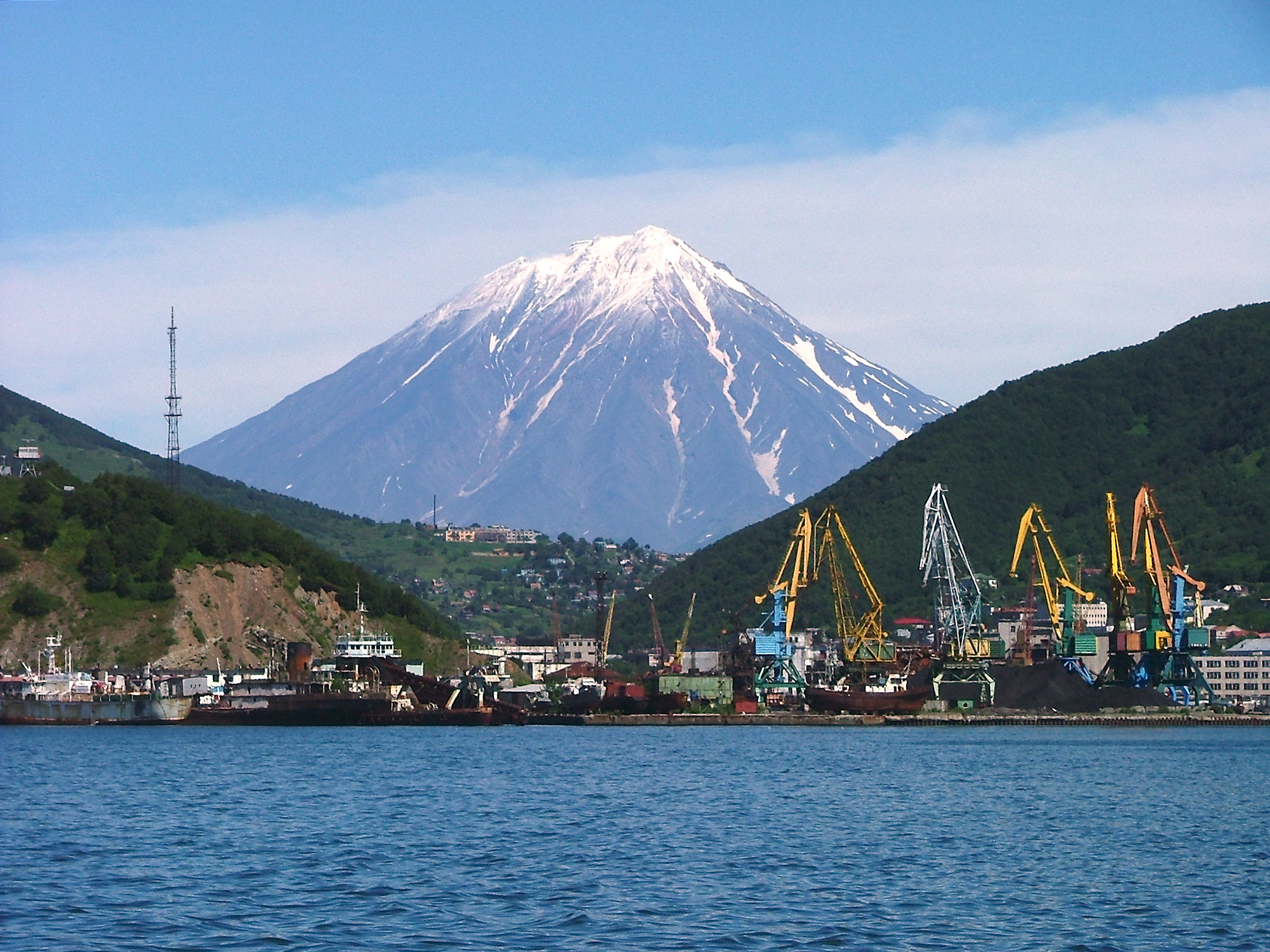
La ciudad de Petropávlovsk-Kamchatski con el monte Koriakski al fondo.

Los cincuenta años siguientes fueron menos propicios. El puerto militar se desplazó a Oust-Amour, y en 1867 Alaska fue vendida a los Estados Unidos, volviendo caduco el papel de Petropávlovsk como puesto comercial para los exploradores y los comerciantes en tránsito hacia los territorios americanos. En 1860 se creó la región (marítima) de Primorski y se colocó a Kamchatka bajo su jurisdicción. En 1875, las islas Kuriles fueron cedidas a Japón a cambio de la restitución a Rusia de la isla de Sajalín. La población rusa de Kamchatka se estancó en aproximadamente 2500 habitantes hasta principios del siglo XX, mientras que la población indígena alcanzaba 5000 personas.
En 1905, durante la guerra ruso-japonesa, dos buques japoneses entraron en la bahía de Avacha y tomaron Petropávlovsk. La ciudad había sido abandonada de nuevo a los agresores, ya que se había juzgado indefendible. En 1927, los japoneses dejaron la península y Kamchatka volvió a ser enteramente soviética. La Segunda Guerra Mundial afectó poco a Kamchatka excepto en 1945, como base de preparación de la liberación de las Kuriles. Tras la guerra, Kamchatka se declaró zona militar. Estuvo entonces prohibida a los rusos hasta 1990 y a los extranjeros hasta 1992.